# Fédération française de modélisme ferroviaire
La fédération française de modélisme ferroviaire (abrégée en FFMF) a été fondée en 1953 par plusieurs associations, dans le but de promouvoir, représenter et défendre le modélisme ferroviaire en France et à l’étranger. En 2004, elle a reçu l'agrément de jeunesse et d'éducation populaire.

## Membres de la FFMF
Les membres de la FFMF sont : 
- des clubs d'amateurs, et donc leurs membres par droit.
- des associations spécialisées dans un domaine particulier du modélisme ferroviaire, et donc leurs membres par droit  : 
  - L'AFAN (Association française des amis du N), pour les amateurs de l'échelle 1/160[1].
  - Le Cercle du Zéro, pour les amateurs de l'échelle Zéro (1/43,5)[2],
  - L'AMFI (Amicale des modélistes ferroviaires indépendants)[3]
  - Le GEMME (Groupe d'étude du modélisme à voie métrique et étroite)[4]
- Des individuels.

## Travaux de la FFMF
(septembre 2013).

### Au niveau national
La FFMF a pour objectif de promouvoir et développer le modélisme ferroviaire sous toutes ses formes et auprès de tous les publics. Pour cela, elle propose à ses membres et au public différents outils, et réalise de nombreuses actions  :
- Organisation de stages techniques pour ses membres, pour apprendre une technique, se familiariser avec un outil... Tous les domaines sont abordés (constructions avec différents matériaux, aérographe, soudure,  « numérisation », vapeur vive, décor).
- Édition pour tous les membres d'un bulletin de liaison et d'information, Plaque Tournante. Ce bulletin paraît quatre fois par an (24 pages en couleur).
- Publication d'une Page FFMF dans la revue Le Train, chaque mois.
- Actions de formation des responsables d'association, à la gestion financière, à l'accueil de publics nouveaux (jeunes, femmes).
- Créations et mises à jour de normes de construction modulaire, pour présenter en exposition des ensembles cohérents entre modélistes de tous horizons,
- Présence de la FFMF dans les régions et départements grâce aux délégués fédéraux, chargé d'assurer la liaison entre les modélistes et la FFMF[5].
- Organisation de la Fête du Train Miniature (FTM), dont l'objectif est de faire connaître et populariser le modélisme ferroviaire[6].
- Actions envers les jeunes, avec le label fédéral Juniors du Rail, les normes Module Junior, les formations des responsables d'associations à l'accueil des jeunes, les regroupements de jeunes localement et nationalement, l'espace jeunes lors du Mondial de la Maquette et du Modélisme à Paris et les ateliers jeunes dans d'autres expositions. La FFMF publie également, dans ses supports de communication, de nombreuses informations, comptes rendus, présentations concernant les pratiques des jeunes modélistes. Un partenariat actif est conduit avec l'UAICF (Union artistique et intellectuelle des cheminots de France) sur cette question.
- Actions vers les femmes, avec la création du Module F. Mise en place d'un cahier de normes, regroupements en exposition, diffusions d'informations et présentation dans les supports de communication de la FFMF.
- Mise à disposition des membres et du public d'un site Internet (partie membre et partie publique) regroupant toutes les informations nécessaires.
- Gestion d'une boutique FFMF, destinée aux adhérents, et proposant des produits techniques difficiles à trouver sur le marché.
- Organisation de concours de modélisme pour promouvoir la pratique.
- Publication d'un agenda des expositions de modélisme ferroviaire.

### Au niveau international
La Fédération française de modélisme ferroviaire participe activement aux réunions du MOROP afin d’élaborer les différentes normes internationales, les normes européennes de modélisme (NEM) reprises par les fabricants à toutes les échelles et écartements.
Par ailleurs, la FFMF communique aux fabricants les désirs de ses membres en matière de reproduction de trains miniatures.